# 金井寛人
金井 寛人（かない ひろと、1897年（明治30年）1月14日 - 1977年（昭和52年）11月30日）は、日本の実業家。帝国ホテルの会長を務めた。

## 経歴
1897年（明治30年）1月14日、長野県諏訪市に生まれる。
上田蚕糸専門学校（現信州大学繊維学部）を卒業し片倉製糸に勤務した後、1931年（昭和6年）に国際商事を設立し、1937年（昭和12年）には山東塩業、1943年（昭和18年）には華北興業の社長に就任した。華北興業では主に中国産の塩や葉たばこを扱った。
戦後は公職追放となるも1950年（昭和25年）に解除された。
東京殖産の長田庄一から多額の資金援助を受け、大倉喜七郎の株を肩代わりする形で1953年（昭和28年）に帝国ホテルの会長に就任した。1960年（昭和35年）には京都ホテルの社長も務め、ホテル経営者として腕を振るった。
1970年にはフランク・ロイド・ライトが設計した帝国ホテル旧館を解体したことで話題となった。
華北興業の社長を務めていた際に中国の葉たばこを多く扱ったことから「北支の煙草王」と称された。